# Pomyków (powiat opoczyński)
Pomyków – wieś w Polsce położona w województwie łódzkim, w powiecie opoczyńskim, w gminie Poświętne.
W latach 1975–1998 miejscowość administracyjnie należała do województwa piotrkowskiego.